# Miliammininae
Miliammininae es una subfamilia de foraminíferos bentónicos de la familia Rzehakinidae, de la superfamilia Rzehakinoidea, del suborden Schlumbergerinina y del orden Schlumbergerinida. Su rango cronoestratigráfico abarca desde el Jurásico medio hasta la Actualidad.

## Discusión
Clasificaciones previas hubiesen incluido Miliammininae en el suborden Textulariina del orden Textulariida o en el orden Lituolida. También ha sido incluido en el suborden Rzehakinina y en el orden Rzehakinida, aunque estos taxones han sido considerados sinónimos posteriores de Schlumbergerinina y Schlumbergerinida respectivamente. La mayor parte de sus géneros (Agglutinella, Dentostomina y Siphonaperta) fueron incluidos previamente en la Familia Haurinidae, de la superfamilia Milioloidea, del suborden Miliolina y del orden Miliolida.

## Clasificación
Miliammininae incluye a los siguientes géneros:
- Miliammina
- Agglutinella
- Dentostomina
- Siphonaperta